# Койчово кале
Койчово кале е крепост на 7 километра северозападно от Панагюрище.
Издигната е на едноименния връх Койчов камък на надморска височина от 930 метра. Тя е част от Средногорската отбранителна система, създадена през V век след Христа. Размирното за ранната Византийска империя време налага изграждането на система от крепости, укрепени валове и важни военни пътища. Причината е свързана с охраната на новата столица Цариград и на нейния хинтерланд Тракия.